# Fosse Boca
Pour les articles homonymes, voir Boca.
La fosse Charles Boca ou no 9 de la Compagnie des mines de Douchy est un ancien charbonnage du Bassin minier du Nord-Pas-de-Calais, situé à Douchy-les-Mines. Les travaux de fonçage débutent en 1914, mais la Première Guerre mondiale les interrompt. Ils ne reprennent qu'en 1920, et la fosse ne commence à produire qu'en 1932, elle fait alors partie des dernières fosses mises en service dans le bassin minier avant la Nationalisation. Un terril est édifié à l'est du carreau de fosse, et des cités sont bâties à l'ouest, de part et d'autre de l'embranchement ferroviaire.
La Compagnie des mines de Douchy est nationalisée en 1946, et intègre le Groupe de Valenciennes. Alors que la fosse Boca était pressentie pour être concentrée sur la fosse Renard, le projet est annulé, et la fosse Boca ferme le 31 mars 1950. Son puits est serrementé puis comblé en 1956, tandis que sa machine d'extraction est déplacée à la fosse Puits du Midi. Les installations de surface sont détruites au début des années 1960, à l'exception de la salle des machines qui a été préservée. Le terril est intégralement exploité jusqu'à disparaître, ses matériaux ayant été utilisés pour la construction de l'autoroute A2, qui passe à la place de l'embranchement ferroviaire.
Au début du XXIe siècle, Charbonnages de France matérialise la tête du puits Boca. Le seul vestige de la fosse est sa salle des machines. Les cités ont été rénovées.

## La fosse

### Fonçage
Le fonçage de la fosse Charles Boca commence en 1914 à Douchy-les-Mines, à 1 070 mètres à l'est de la fosse de Douchy. Elle est baptisée en l'honneur d'un ingénieur de la Compagnie des mines de Douchy, mais est également nommée fosse no 9. La Première Guerre mondiale interrompt les travaux de fonçage, ceux-ci ne sont repris qu'en 1920.

### Exploitation
La fosse Boca ne commence à extraire qu'en 1932. Elle est la fosse la plus orientale de la compagnie, et la dernière ouverte avec succès. Celle-ci avait tenté d'ouvrir une fosse no 10 à Haulchin, à 1 440 mètres à l'est - nord-est, mais celle-ci a été abandonnée à l'état d'avaleresse.
La Compagnie des mines de Douchy est nationalisée en 1946, et intègre le Groupe de Valenciennes. La fosse Boca devait être concentrée sur la fosse Renard des mines d'Anzin, sise à Denain à 2 080 mètres au nord - nord-ouest, mais ce projet a été annulé. La fosse Boca cesse d'extraire le 31 mars 1950. En 1956, le puits profond de 835 mètres est serrementé à cinquante mètres de profondeur, et comblé. La machine d'extraction, qui n'a alors servi que moins de vingt ans, est démontée et réinstallée à la fosse Puits du Midi de Sin-le-Noble en 1958. Le chevalement de la fosse Boca est détruit en 1961.

### Reconversion
Au début du XXIe siècle, Charbonnages de France matérialise la tête du puits Boca. Le BRGM y effectue des inspections chaque année. Le seul vestige de la fosse est la salle des machines.

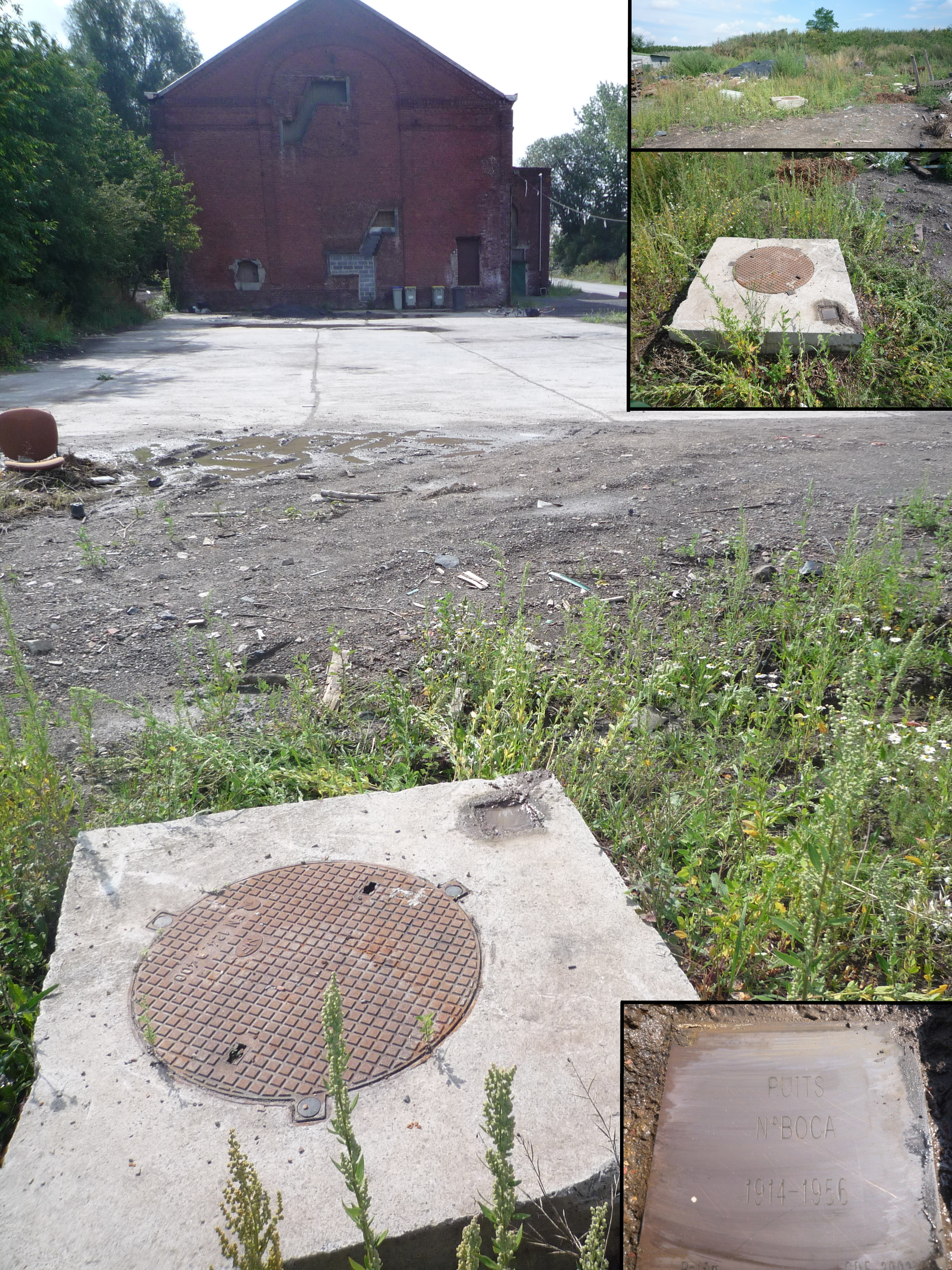
Puits Boca, 1914-1956.
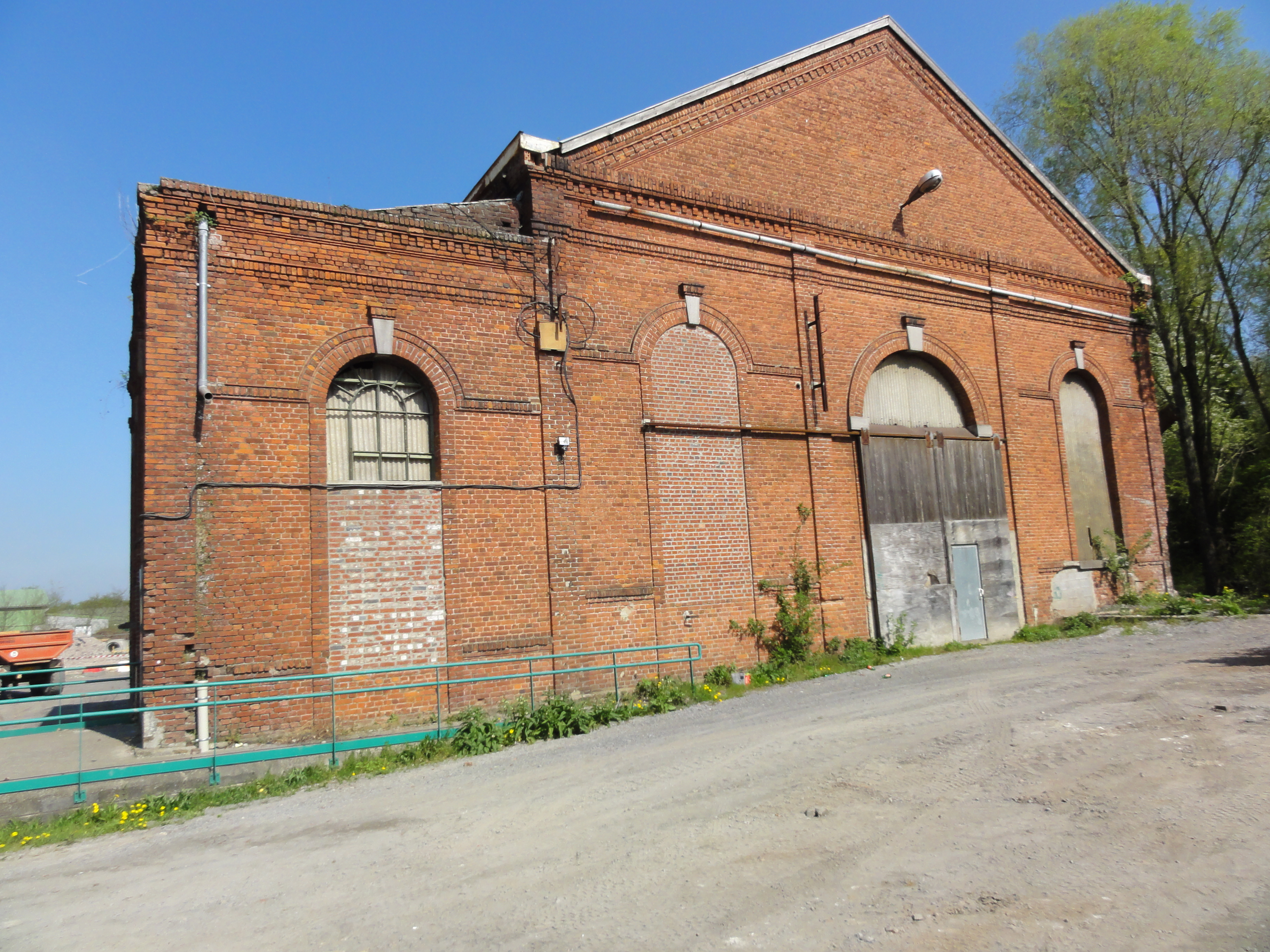
La salle des machines.
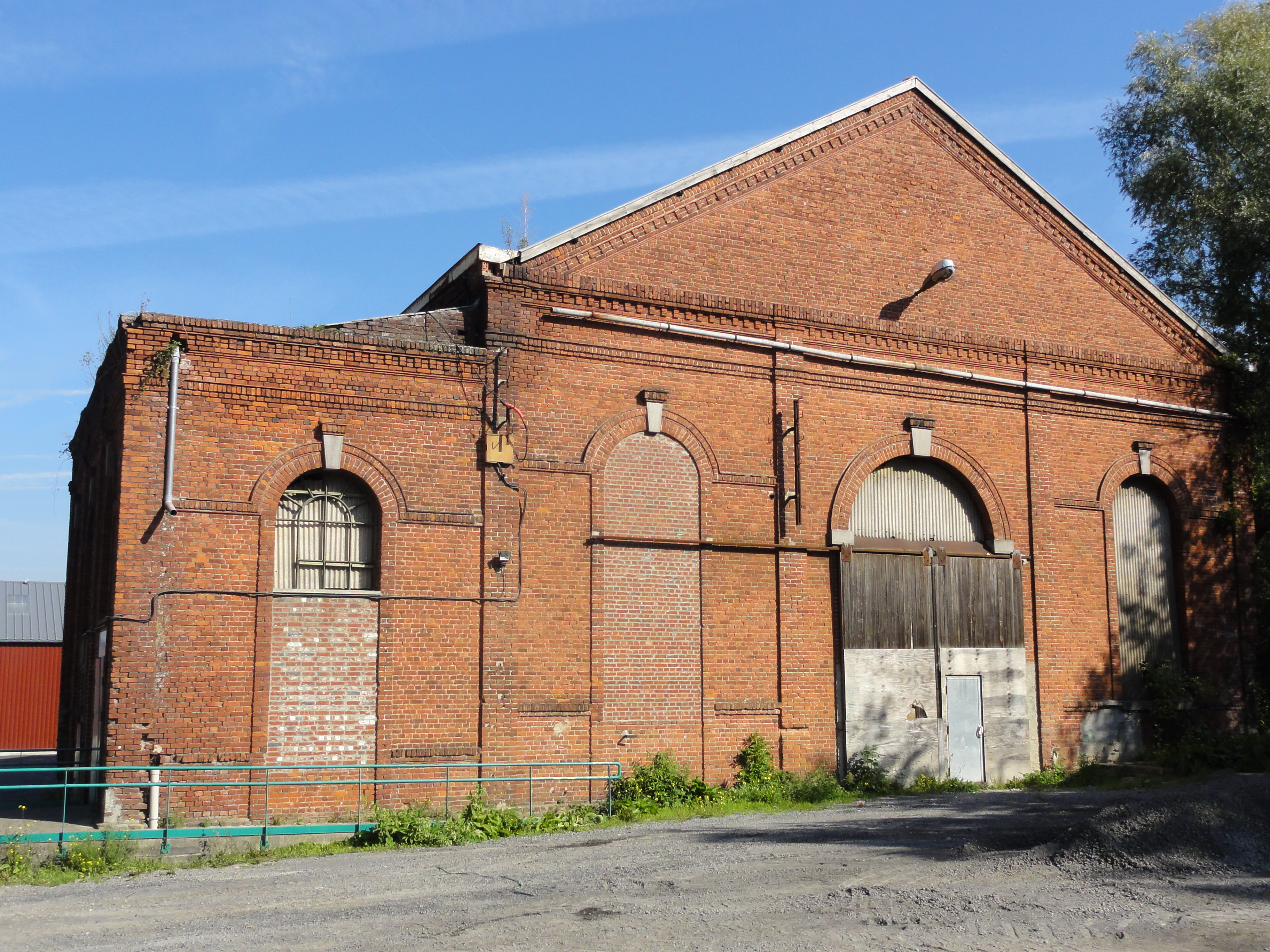
La salle des machines.
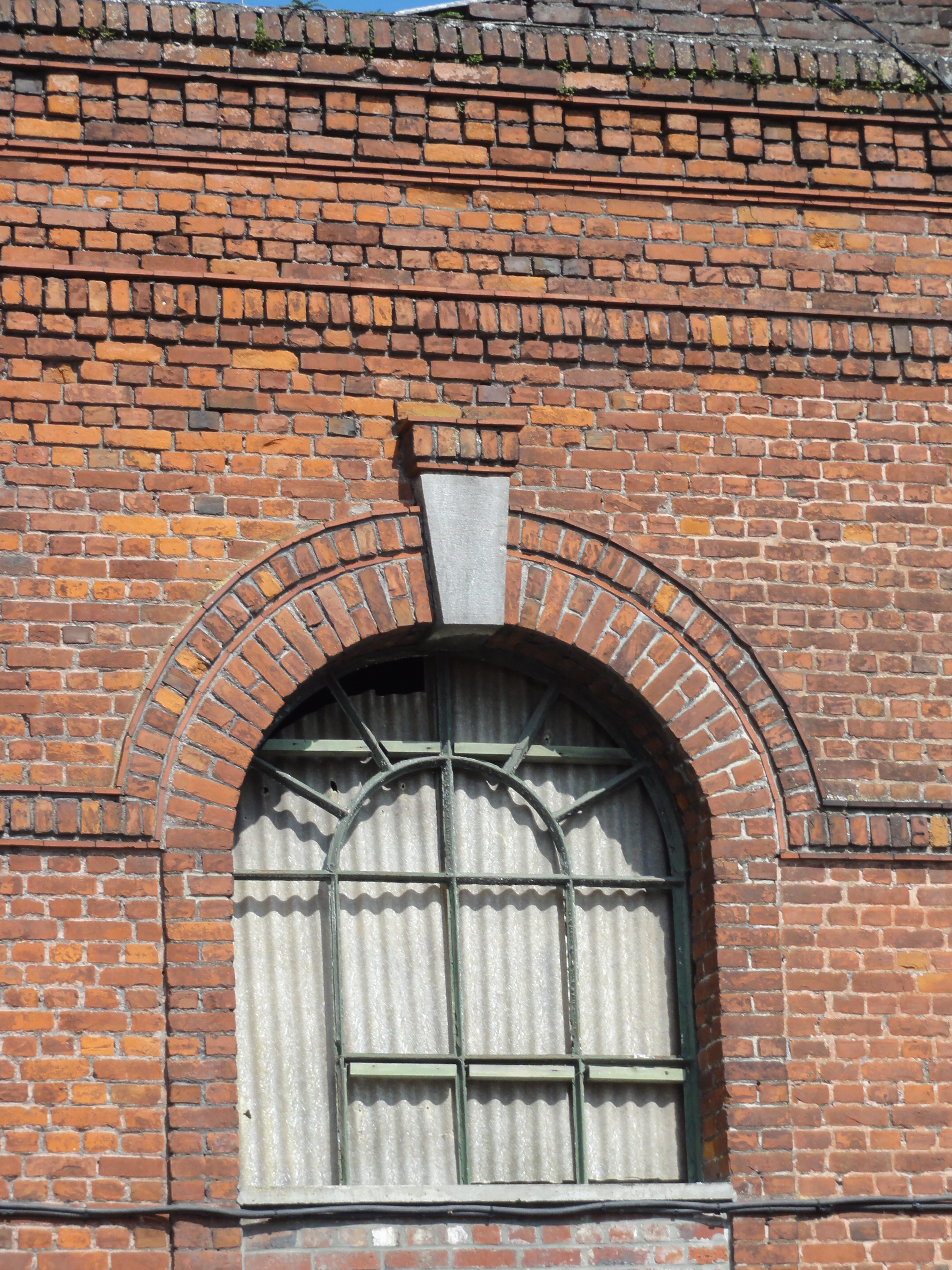
Détail de la salle des machines.
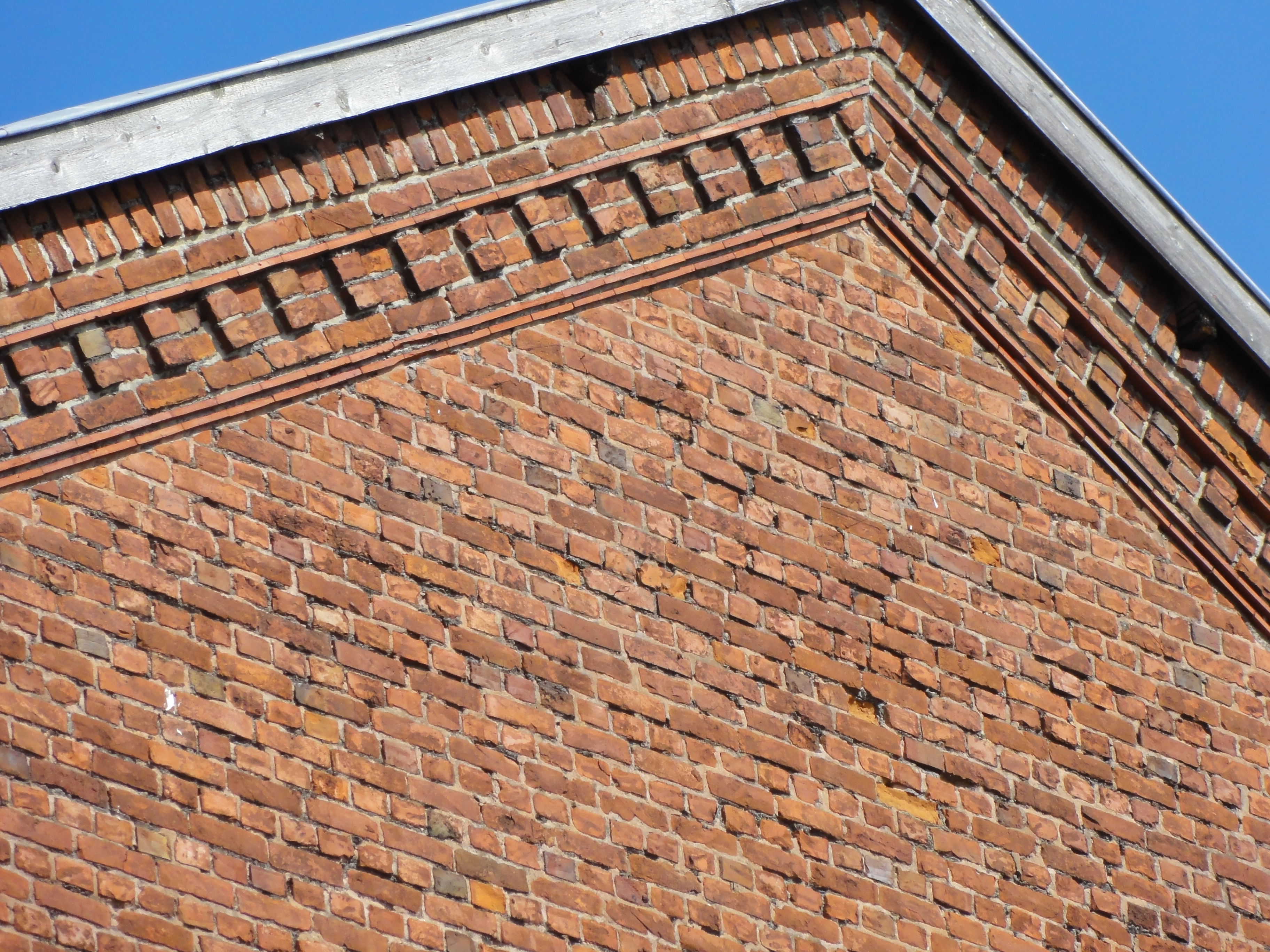
Détail de la salle des machines.
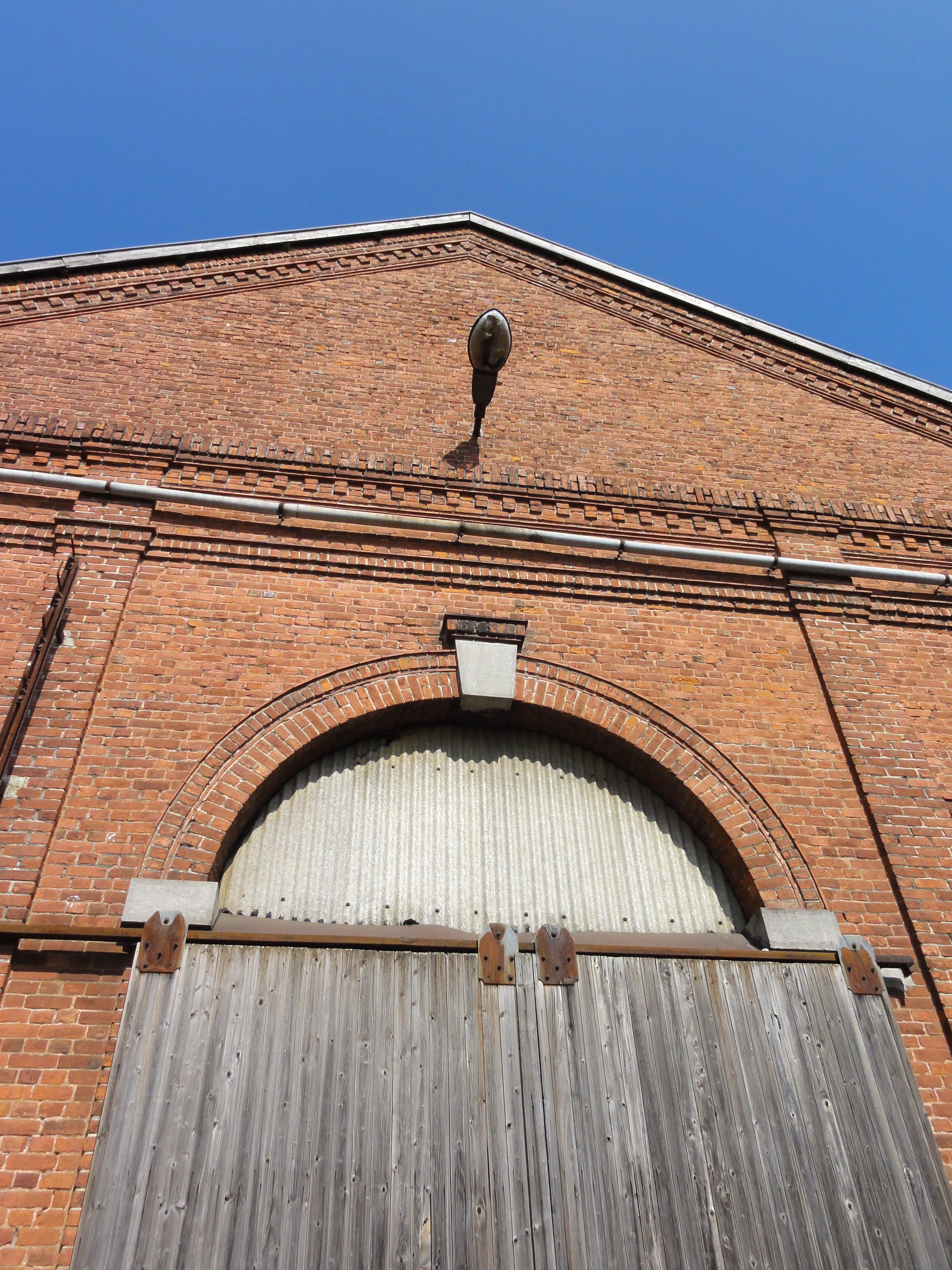
Détail de la salle des machines.

## Le terril
50° 18′ 32″ N, 3° 23′ 28″ E

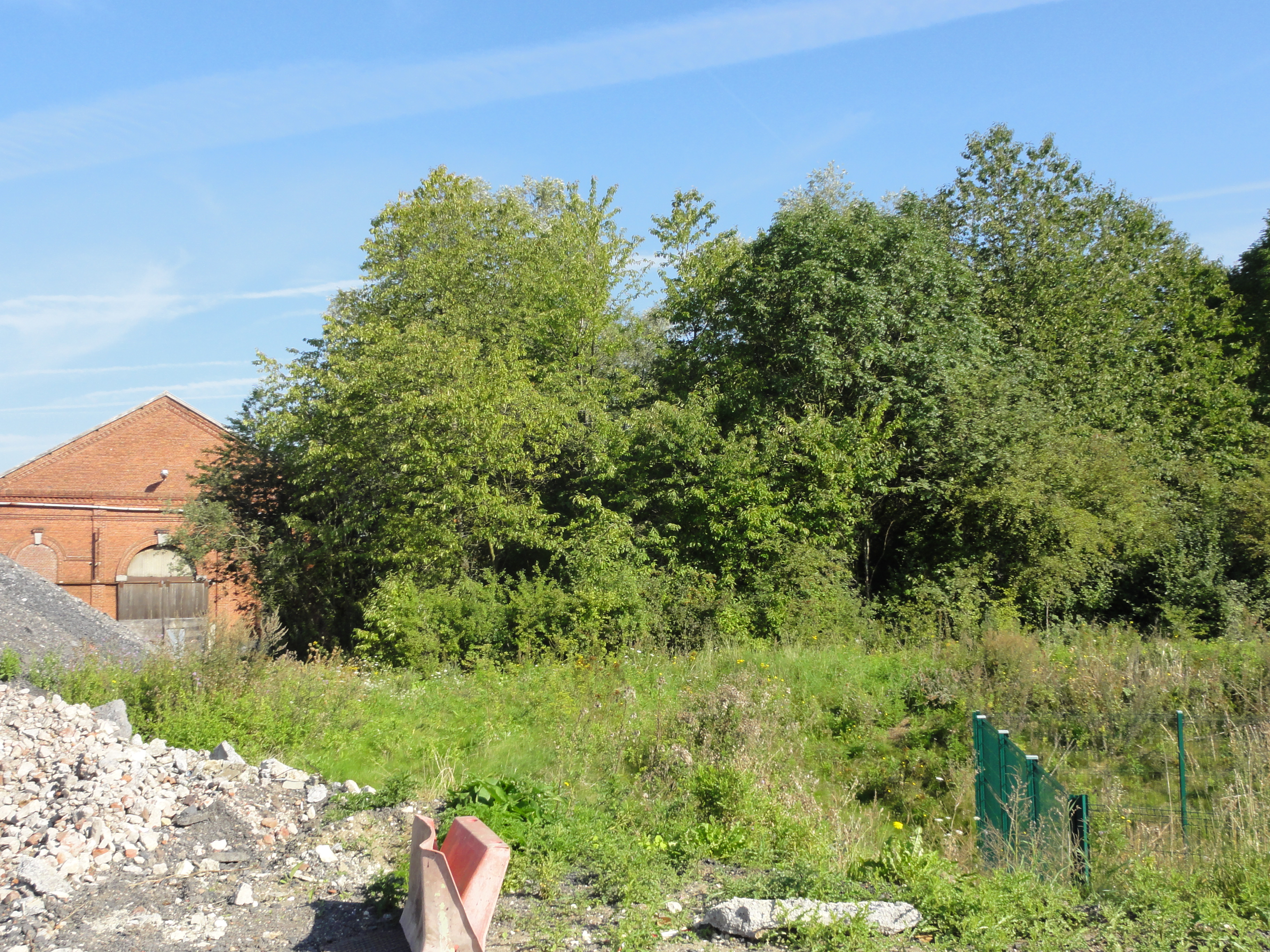
Le site du terril Boca.

Le terril no 168, Boca, a disparu, situé à Douchy-les-Mines, il était le terril conique de la fosse Boca. Initialement haut de 44 mètres, il a été intégralement exploité, et l'assise du terril a été complètement reboisés,.

## Les cités
Deux cités ont été bâties à proximité de la fosse Boca, toutes deux sont désignées par le nom Cité Boca. Elles étaient initialement séparées par l'embranchement ferroviaire, puis ont été séparées par l'autoroute A2. La première cité est située au bout d'une avenue montant en direction de la fosse, elle ne comporte que quelques habitations groupées par deux, tandis que l'autre cité, située au nord de l'autoroute, comprend des habitations groupées par quatre et des longs corons. Ces cités ont été rénovées.

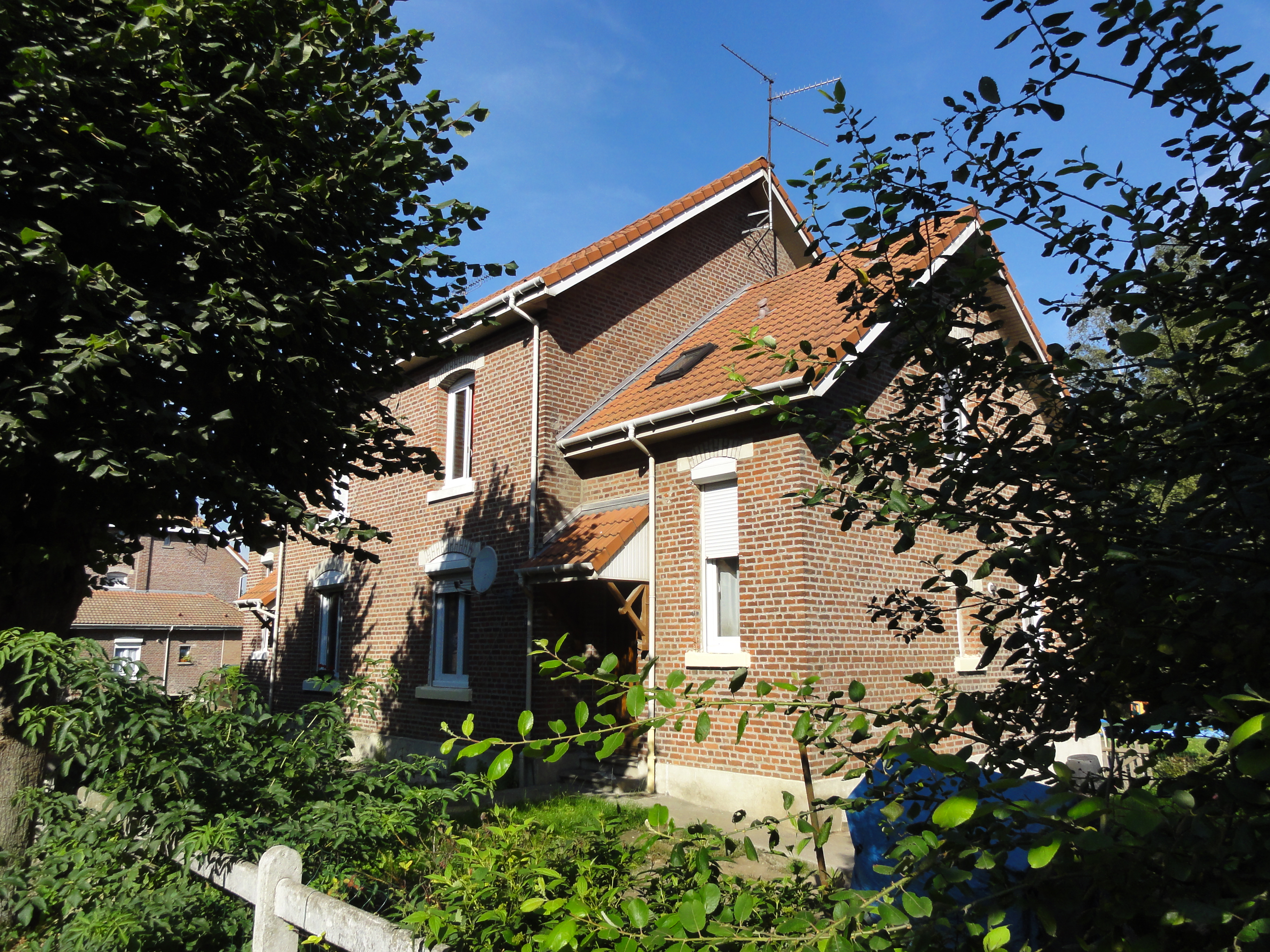
La cité de l'avenue de la Fosse.
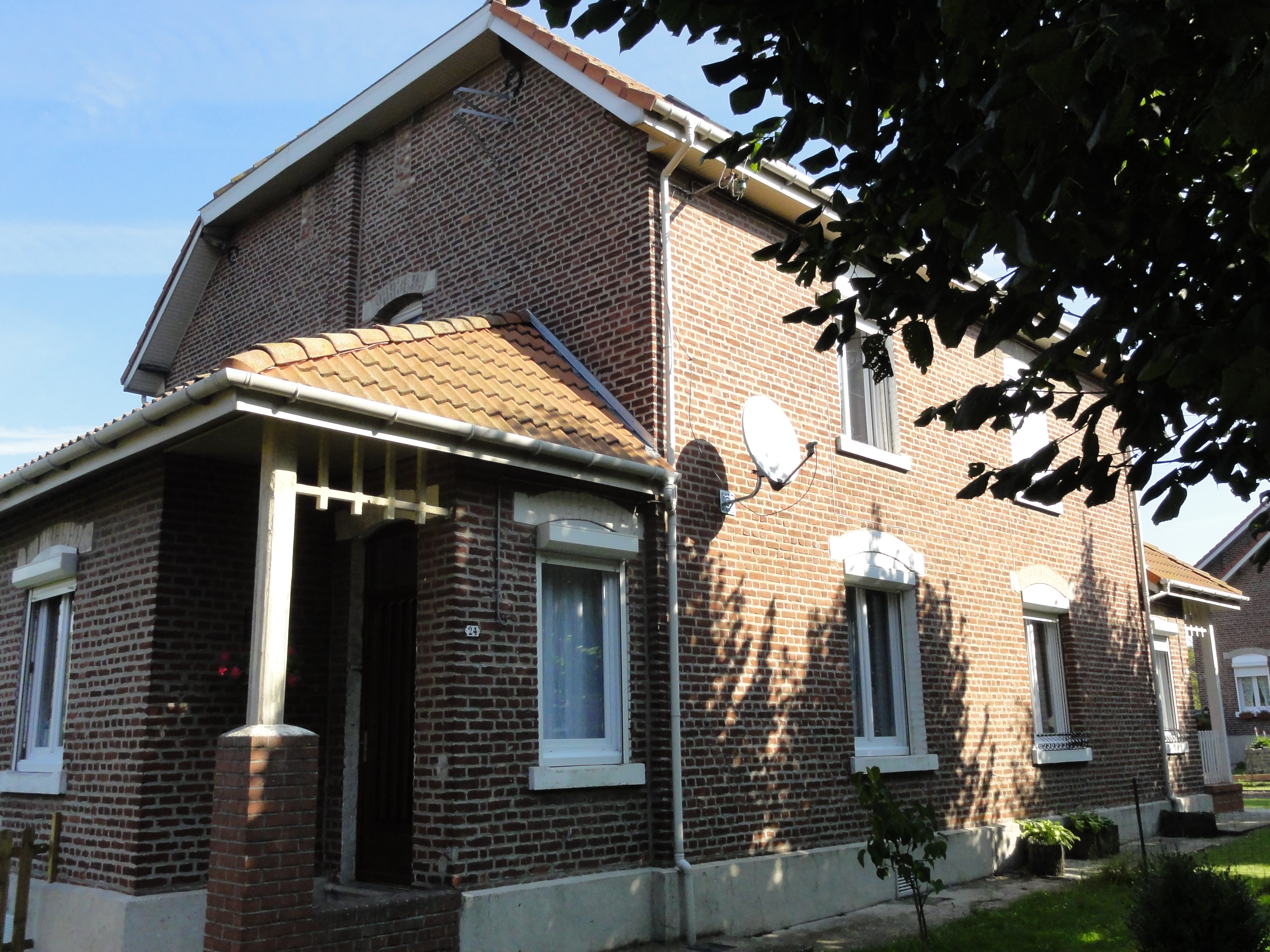
La cité de l'avenue de la Fosse.
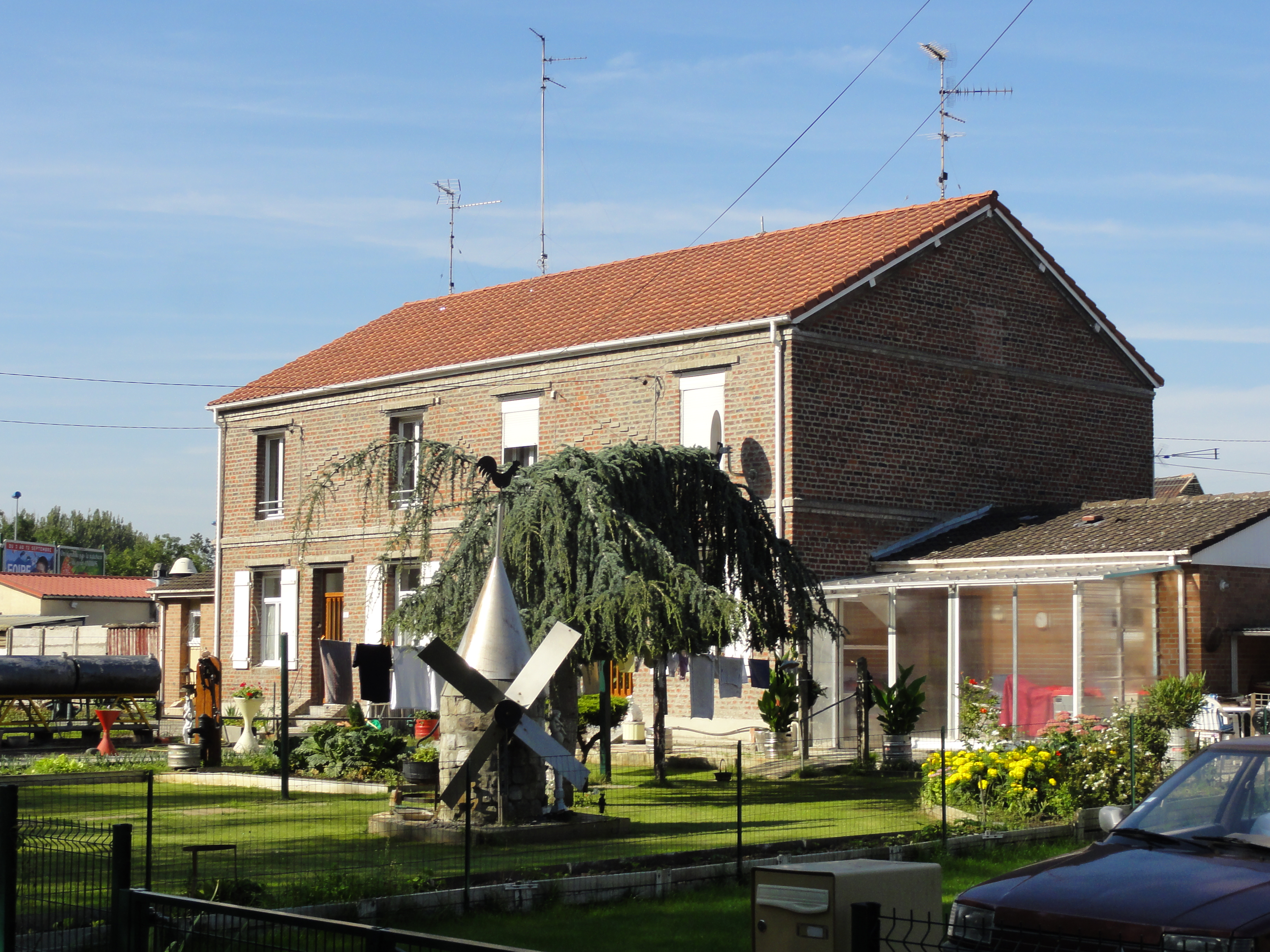
Des habitations groupées par quatre dans la cité au nord de l'autoroute.
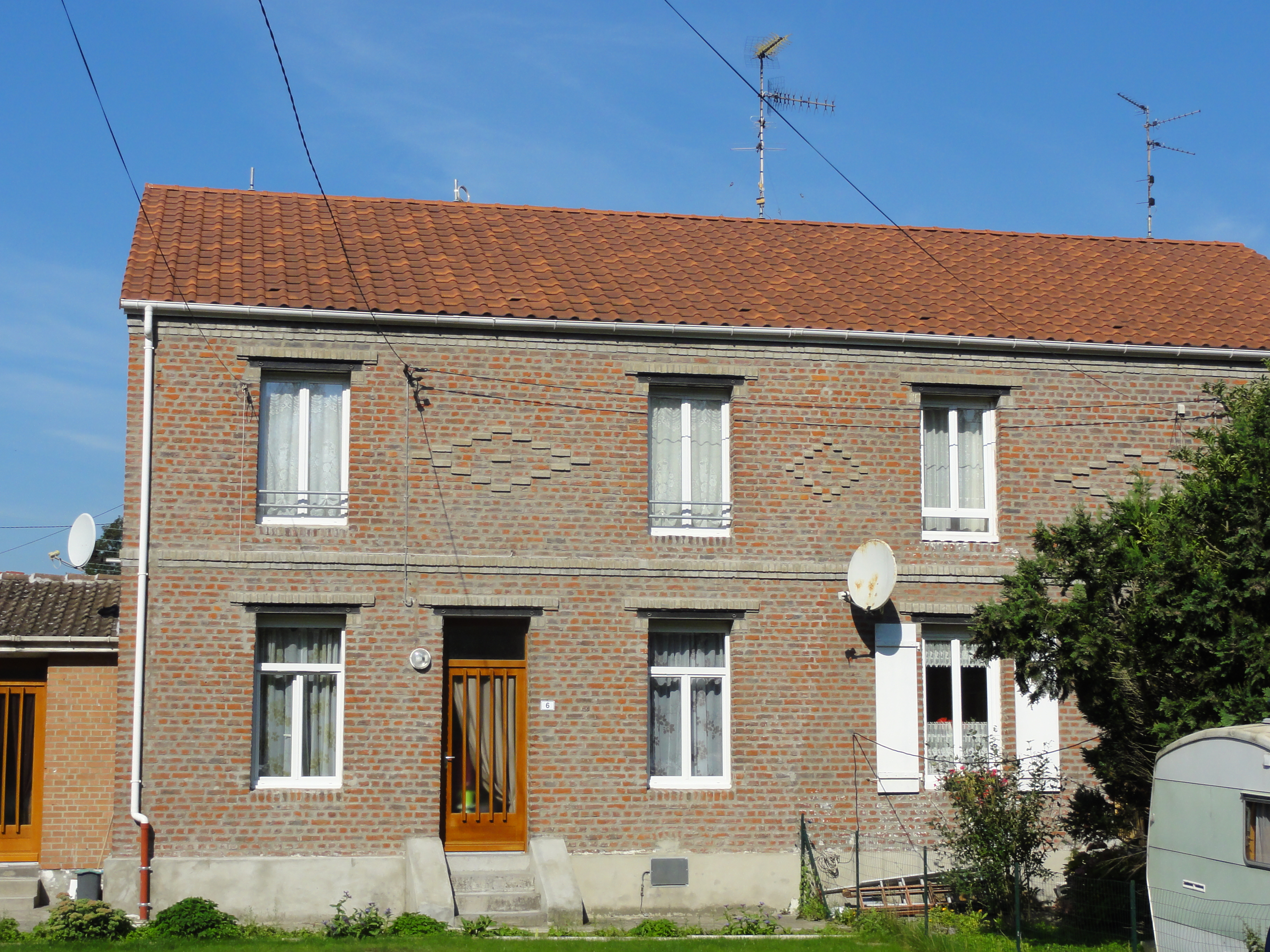
Des habitations groupées par quatre.
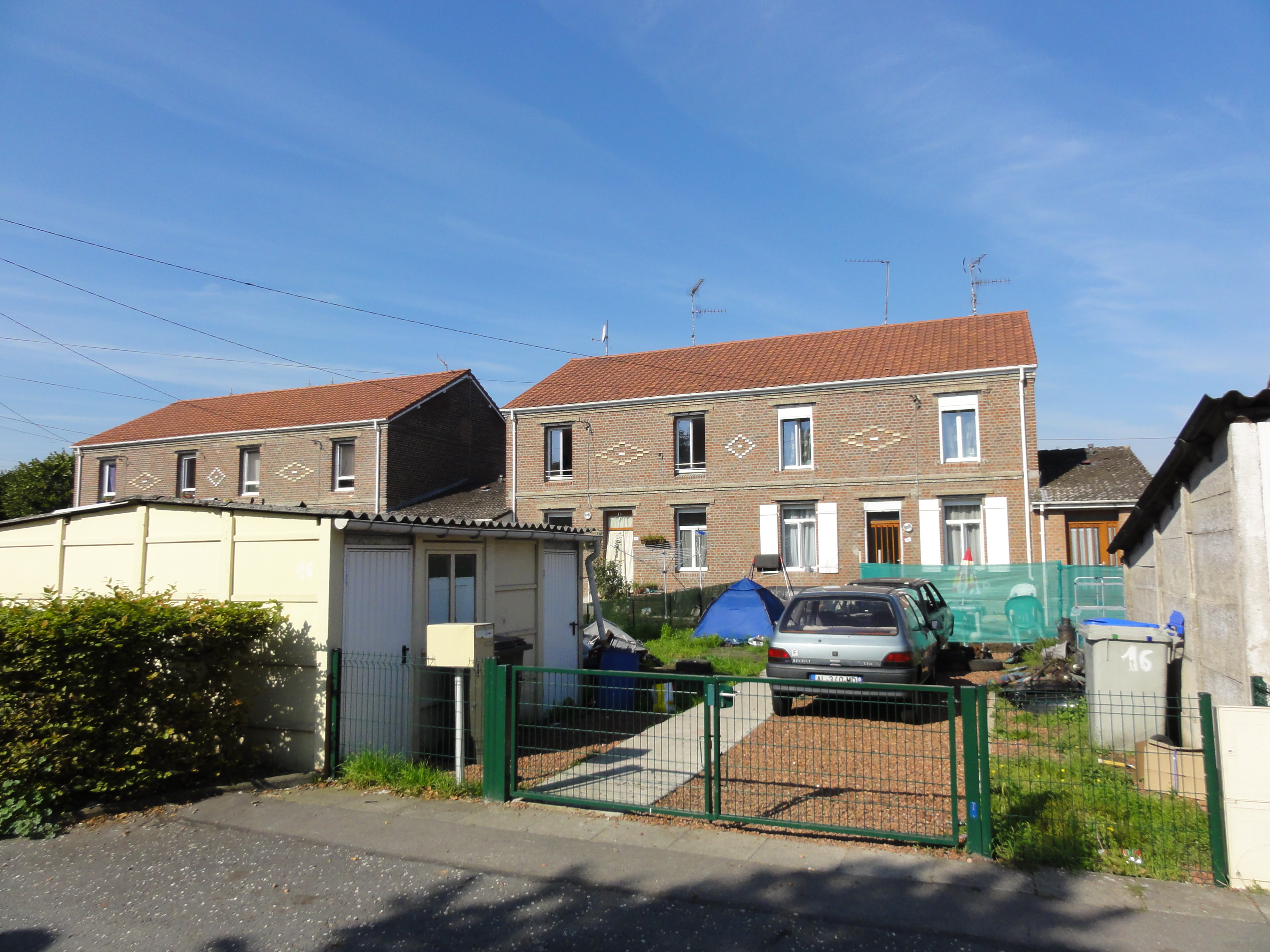
Des habitations groupées par quatre.
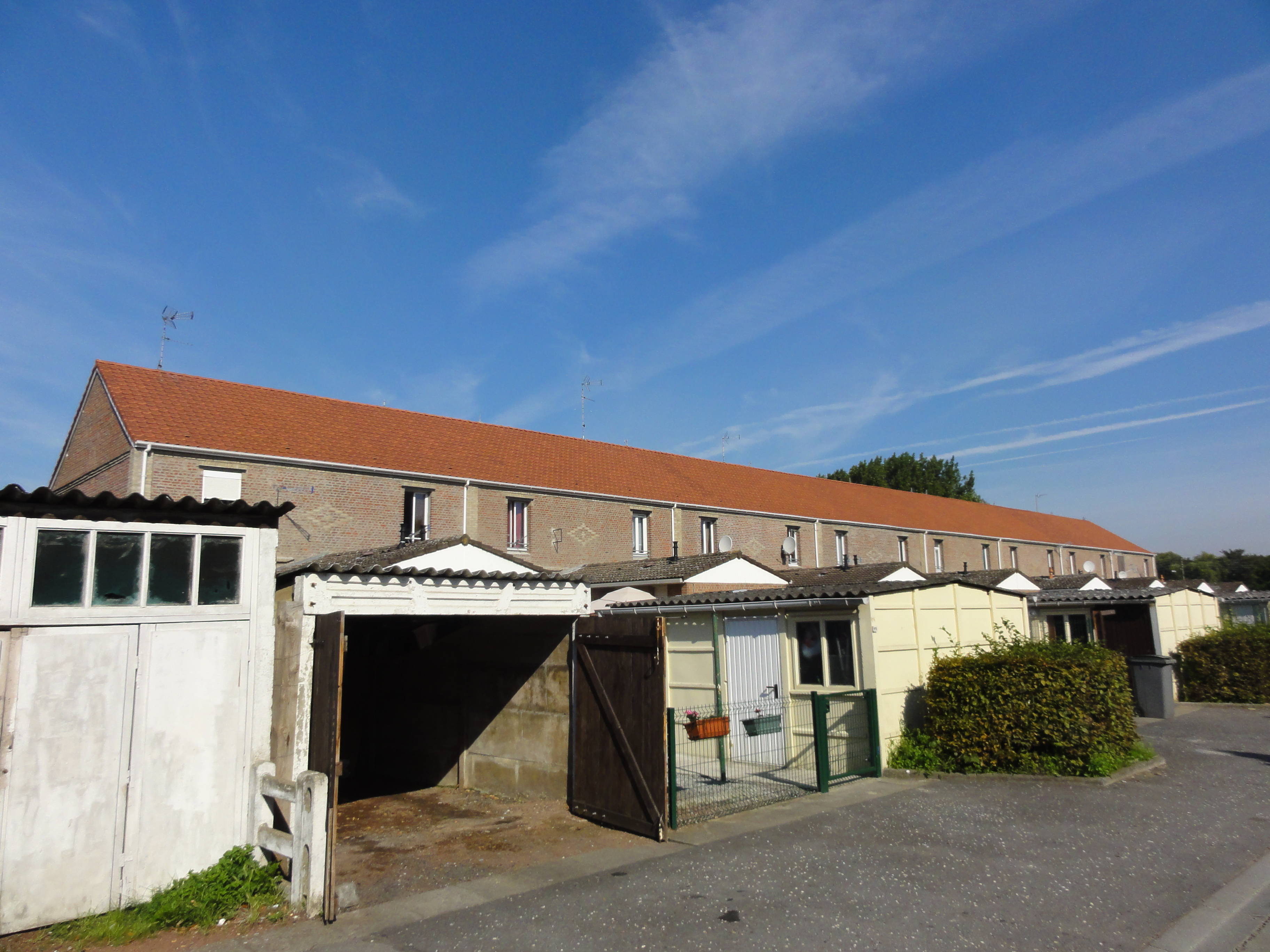
Un long coron.